# 프랜시스 오코너
프랜시스 오코너(Frances O'Connor, 1967년 6월 12일 ~ )는 오스트레일리아의 배우, 영화 감독이다. 2022년 영화 《에밀리》로 감독 데뷔했다.

## 출연 작품
영화
- 고! 고카트 - 크리스티 후퍼 역
- 컨저링 2 - 페기 역
- 머시
- 트루스 어바웃 엠마누엘 - 제니스 역
- 베스트 맨 다운 - 제이미 역
- 리틀 레드 와곤 - 마가렛 크레이그 역
- 내 아내의 행복한 장례식 - 카밀라 베드포드 역
- 아이스 - 사라 역
- 더 헌터 - 루시 암스트롱 역
- 블레시드
- 3 달러로 남은 사나이
- 천사의 투쟁 - 루시 번스 역
- 북 오브 러브 - 엘레인 월커 역
- 타임라인 - 케이트 에릭슨 역
- 임포턴스 오브 비잉 어니스트 - 그웬돌렌 역
- 윈드토커 - 리타 역
- A.I. - 모니카 스윈턴 역
- 일곱가지 유혹

드라마
- 미스터 셀프리지 시즌 1 - 에피소드 2, 로즈 셀프리지 역
- 미스터 셀프리지 시즌 2
- 더 미씽 시즌 1
- 클레버맨 - 샬롯 클리어리 역